# ペラ県

ペラ県
Περιφερειακή ενότητα Πέλλης測地系: 北緯40度55分 東経22度05分 / 北緯40.917度 東経22.083度座標: 北緯40度55分 東経22度05分 / 北緯40.917度 東経22.083度

ペラ県（ペラけん、Πέλλα / Pélla）は、ギリシャ共和国の中央マケドニア地方を構成する行政区（ペリフェリアキ・エノティタ）のひとつ。県都はエデサ。その名は古代都市ペラに因む。

## 地理

### 位置・広がり
ペラ県の北部および南西部にはヴェルミオ山脈、北西部にはヴォラス山脈、北東部にはペコ山脈が連なっている。県の最南部の地域は平地であり、古代はエーゲ海と繋がった湾であった。そのために、現在も海抜は5～10mばかりしかない。
ペラ県は、北東にキルキス県、東にテッサロニキ県、南にイマティア県、南西にコザニ県、西にフロリナ県とそれぞれ接している。また、北および北東（ゲヴゲリジャ、en:Gevgelija）はマケドニア共和国と国境を接している。県の観光名所は、古代都市ペラとエデッサの町並みと小さな滝である。
ペラ県の南部には果樹園が広がっている。かつては農業が県の主要産業であったが、今日では製造業やサービス業などが、県の産業の約70%を占めるまでになっている。

### 主要な都市・集落
最大の都市はヤニツァ。人口5000人以上の都市は以下の通り。
- ヤニツァ（英語版）（Γιαννιτσά : ペラ市） - 26,296人
- エデサ（Έδεσσα : エデサ市） - 18,253人
- クリア・ヴリシ（英語版）（Κρύα Βρύση : ペラ市） - 6,535人
- アリデア（Αριδαία : アルモピア市） - 5,600人
- スキドラ（英語版）（Σκύδρα : スキドラ市） - 5,081人

- ヤニツァ
- エデサの滝
- アリデア市街

## 歴史
ペラ県の地域は、古代にはマケドニア王国の領地だった。その後共和政ローマの統治下に入り、ローマ帝国東西分裂後は、東ローマ帝国領となり、やがてオスマン帝国に併合された。500年後の1913年に起こったバルカン戦争の結果、ギリシャ王国の領土となった。
1947年、テッサロニキ県から分割され、ペラ県が編成された。

## 行政区画

ペラ県

### 市（ディモス）
ペラ県は、以下の自治体（ディモス、市）から構成される。人口は2001年国勢調査時点。
|   | 自治体名   | 綴り    | 政庁所在地    | 面積 Km² | 人口   |
| - | ---------- | ------- | ------------- | -------- | ------ |
| 1 | エデサ     | Έδεσσα  | エデサ (el)   | 605.5    | 29,799 |
| 2 | アルモピア | Αλμωπία | アリデア (el) | 980.9    | 29,354 |
| 3 | ペラ (en)  | Πέλλα   | ヤニツァ (el) | 668.6    | 65,497 |
| 4 | スキドラ   | Σκύδρα  | スキドラ (el) | 239.6    | 21,147 |

### 旧自治体（ディモティキ・エノティタ）

ペラ県の旧自治体（1999年 - 2010年）

カリクラティス改革（2011年1月施行）以前の広域自治体（ノモス）としてのペラ県（Νομός Πέλλης）は、以下の基礎自治体（ディモス）から構成されていた。改革後、旧自治体は新自治体（ディモス）を構成する行政区（ディモティキ・エノティタ）となっている。
|    | 旧自治体                 | 綴り             | 政庁所在地          | 新自治体   |
| -- | ------------------------ | ---------------- | ------------------- | ---------- |
| 1  | エデサ                   | Έδεσσα           | エデサ              | エデサ     |
| 2  | アリデア                 | Αριδαία          | アリデア            | アルモピア |
| 3  | ヴェゴリティダ           | Βεγορίτιδα       | アルニサ (el)       | エデサ     |
| 4  | ヤニツァ                 | Γιαννιτσά        | ヤニツァ            | ペラ       |
| 5  | エクサプラタノス         | Εξαπλάτανος      | エクサプラタノス    | アルモピア |
| 6  | クリア・ヴリシ           | Κρύα Βρύση       | クリア・ヴリシ (el) | ペラ       |
| 7  | キロス                   | Κύρρος           | ミロポトス          | ペラ       |
| 8  | メガス・アレクサンドロス | Μέγας Αλέξανδρος | ガラタデス (el)     | ペラ       |
| 9  | メニイダ                 | Μενηίδα          | カリ                | スキドラ   |
| 10 | ペラ                     | Πέλλα            | ペラ (el)           | ペラ       |
| 11 | スキドラ                 | Σκύδρα           | スキドラ            | スキドラ   |

- Διοικητική διαίρεση νομού Πέλλας (πρόγραμμα Καποδίστριας) - ペラ県の自治体・集落一覧（1999年 - 2010年）

### 郡（エパルヒア）
ノモスとしてのペラ県には以下の郡（エパルヒア）があったが、2006年以降法的な位置づけは行われていない。
| 郡名            | 綴り      | 中心地   |
| --------------- | --------- | -------- |
| アルモピア郡    | Αλμωπία   | アリデア |
| エデサ郡 (en)   | Έδεσσα    | エデサ   |
| ヤニツァ郡 (en) | Γιαννιτσά | ヤニツァ |

## 交通
- 国道1号線
- 国道2号線（欧州自動車道路E90号線）